# Lista de pontos extremos do Brasil

Pontos extremos do território continental do Brasil.

Esta é a lista dos pontos extremos do Brasil, sendo eles de caráter geográfico, demográfico, climático e econômico.

## Pontos mais ao norte

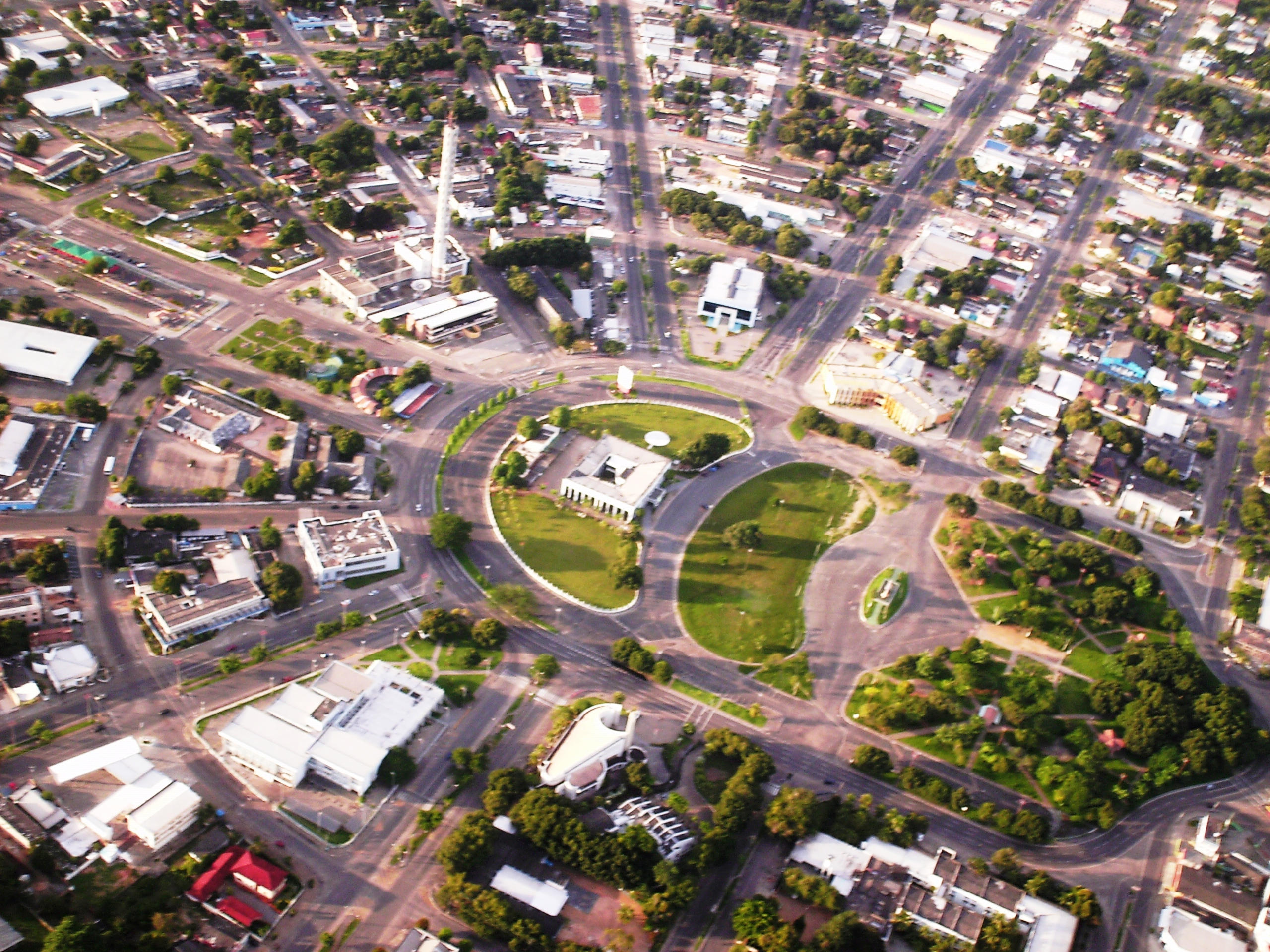
Boa Vista, Roraima

- Nascente do rio Ailã, no monte Caburaí, Roraima 5° 16′ 19″ N, 60° 12′ 45″ O – ponto extremo norte.[1][2]
- Comunidade Indígena São Francisco II, Terra Indígena Raposa Serra do Sol, Uiramutã, Roraima – povoado mais ao norte[3]
- Uiramutã, Roraima – município mais ao norte
- Boa Vista, Roraima – município mais ao norte com população superior a 50.000 e a 300.000 habitantes
- Belém, Pará – município mais ao norte com população superior a 500.000 e a 1.000.000 habitantes
- Roraima – unidade federativa mais ao norte
- Aeródromo da Aldeia Caramambatai/Mapae (código ICAO: SJKQ), Terra Indígena Raposa Serra do Sol, Uiramutã, Roraima – aeroporto mais ao norte
- Aeroporto de Pacaraima, Roraima – aeroporto mais ao norte com pista pavimentada
- Aeroporto Internacional de Boa Vista, Roraima – aeroporto mais ao norte com operação de voos regulares

## Pontos mais ao sul

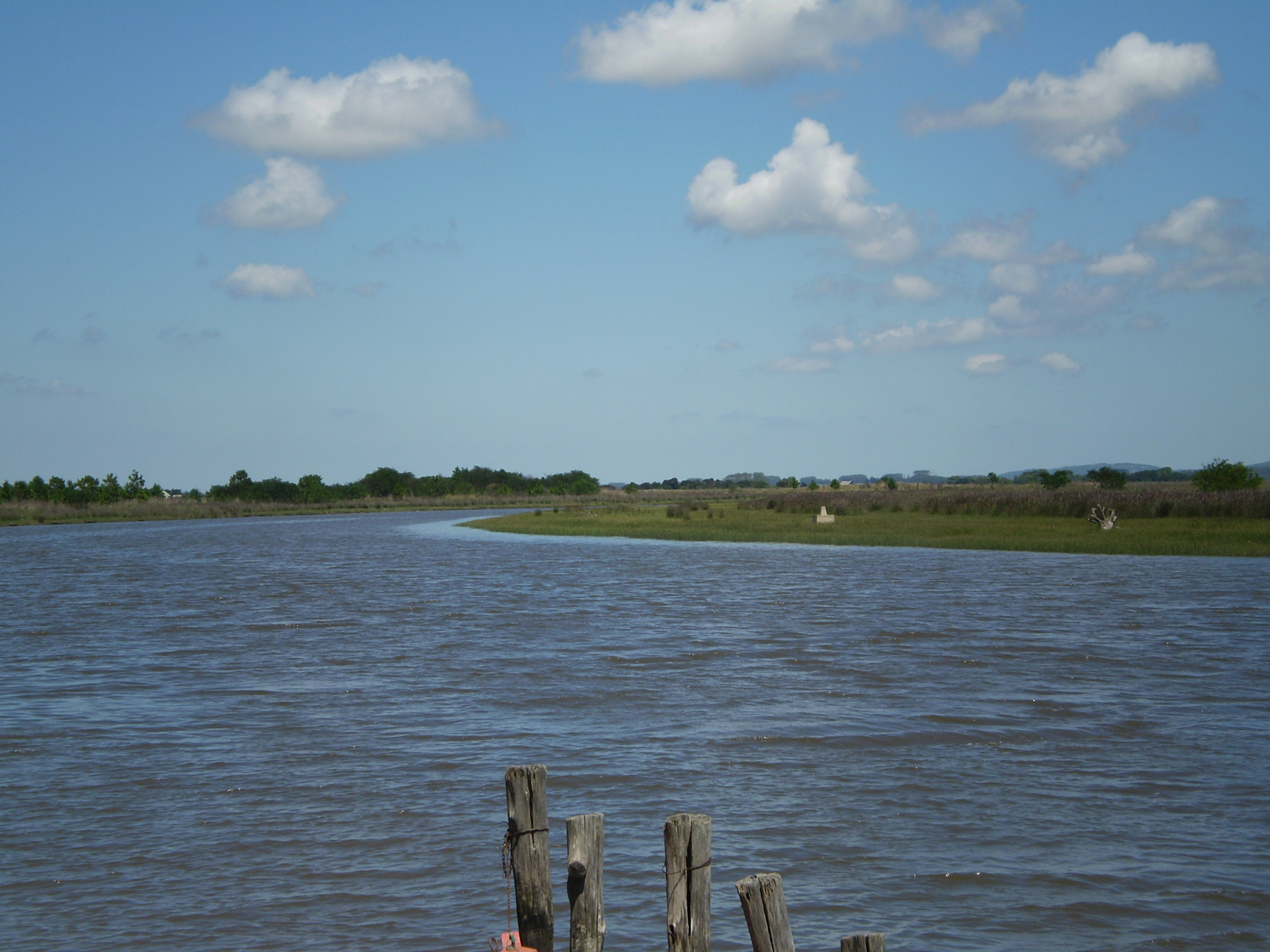
Arroio Chuí, Rio Grande do Sul

- Módulo Criosfera 1, Antártica, localizado a 84° 00′ 00″ S, 79° 29′ 39″ O. Módulo de pesquisa científica brasileiro, no ponto mais ao sul sob jurisdição do Brasil. É também o ponto mais ao sul de toda a Lusofonia.
- Arroio Chuí, Rio Grande do Sul 33° 45′ 07″ S, 53° 23′ 50″ O – ponto extremo sul, Santa Vitória do Palmar,  Rio Grande do Sul, (nota: a distância entre os extremos norte e sul é de 4.398 km, sendo a maior entre dois pontos sobre o território do Brasil.)
- Praia da Barra do Chuí, Atlântico, Santa Vitória do Palmar, Rio Grande do Sul – povoado mais ao sul[3]
- Santa Vitória do Palmar, Rio Grande do Sul – município mais ao sul (em relação à zona rural)
- Chuí, Rio Grande do Sul – município mais ao sul (em relação à sede municipal)
- Rio Grande, Rio Grande do Sul – município mais ao sul com população superior a 50.000 e a 100.000 habitantes
- Pelotas, Rio Grande do Sul – município mais ao sul com população superior a 300.000 habitantes
- Porto Alegre, Rio Grande do Sul – município mais ao sul com população superior a 500.000 e a 1.000.000 habitantes
- Rio Grande do Sul – unidade federativa mais ao sul
- Aeroporto de Santa Vitória do Palmar, Rio Grande do Sul – aeroporto mais ao sul
- Aeroporto de Pelotas, Rio Grande do Sul – aeroporto mais ao sul com pista pavimentada e com operação de voos regulares

## Pontos mais ao leste

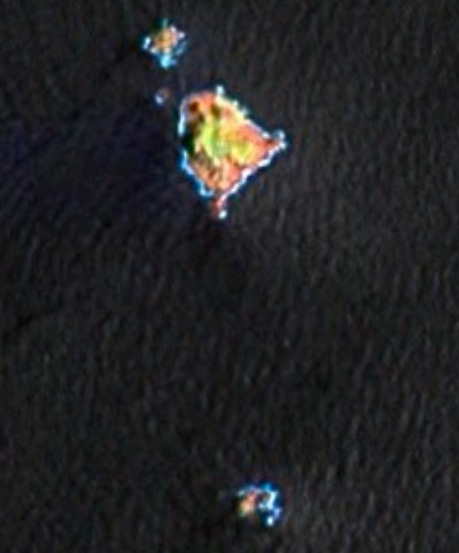
Arquipélago de Martim Vaz, Espírito Santo

- Ilha do Sul, Arquipélago de Martim Vaz, Vitória, Espírito Santo 20° 27′ 43″ S, 28° 50′ 09″ O – ponto extremo leste de todo o território brasileiro
- Ponta do Seixas, Paraíba 7° 09′ 18″ S, 34° 47′ 34″ O – ponto extremo leste da porção continental do Brasil (nota: observe-se que a linha que une os extremos leste e oeste é quase paralela ao equador. A distância é de 4.322 km.)
- Posto Oceanográfico da Ilha da Trindade, Ilha da Trindade, Vitória, Espírito Santo – localidade não permanentemente habitada mais ao leste do Brasil
- Vila dos Remédios, Fernando de Noronha, Pernambuco – vila mais ao leste[3]
- Espírito Santo – unidade federativa mais ao leste, incluindo-se as ilhas oceânicas
- Paraíba – unidade federativa mais ao leste, apenas em relação à porção continental do território brasileiro
- Vitória, Espírito Santo – município mais ao leste, incluindo-se as ilhas oceânicas
- João Pessoa, Paraíba – município mais ao leste, apenas em relação à porção continental do território brasileiro
- João Pessoa, Paraíba – município mais ao leste com população superior a 50.000 e a 500.000 habitantes
- Cabedelo, Paraíba – município mais ao leste (em relação à sede municipal)
- Recife, Pernambuco – município mais ao leste com população superior a 1.000.000 habitantes
- Aeroporto de Fernando de Noronha, Pernambuco – aeroporto mais ao leste
- Aeroclube da Paraíba (código ICAO: SNJO), João Pessoa, Paraíba – aeroporto mais ao leste na porção continental do território brasileiro
- Aeroporto Internacional do Recife, Pernambuco – aeroporto mais ao leste na porção continental do território brasileiro com operação de voos regulares

## Pontos mais ao oeste

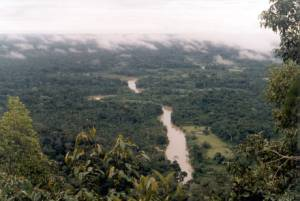
Rio Moa, Acre

- Nascente do rio Moa, Acre 7° 32′ 09″ S, 73° 59′ 26″ O – ponto extremo oeste. Também é o ponto extremo oeste de toda a Lusofonia.
- Aldeia Indígena TI Nawa, Terra Indígena Nawa, Mâncio Lima, Acre – aldeia [4] mais ao oeste[3]
- Mâncio Lima, Acre – município mais ao oeste
- Cruzeiro do Sul, Acre – município mais ao oeste com população superior a 50.000 habitantes
- Rio Branco, Acre – município mais ao oeste com população superior a 100.000 e a 400.000 habitantes
- Manaus, Amazonas – município mais ao oeste com população superior a 500.000 e a 1.000.000 habitantes
- Acre – unidade federativa mais ao oeste
- Aeroporto de Palmeiras do Javari (código ICAO: SWJV), Atalaia do Norte, Amazonas – aeroporto mais ao oeste
- Aeroporto de Cruzeiro do Sul, Acre – aeroporto mais ao oeste com operação de voos regulares

## Pontos mais altos

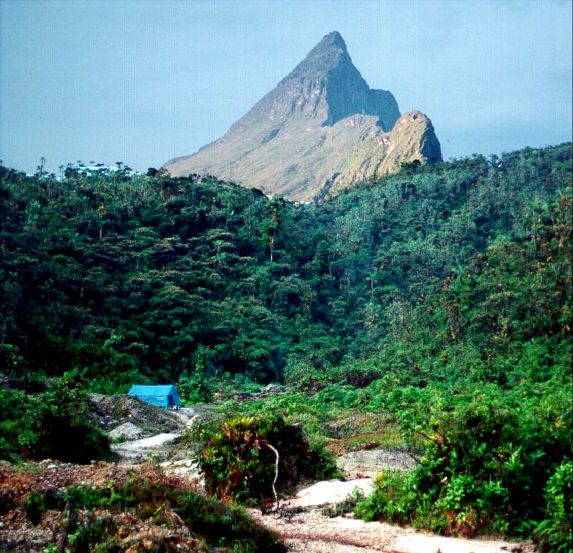
Pico da Neblina, Amazonas

- Pico da Neblina, Amazonas – ponto mais alto (2.995,30 m)[5]
- Campos do Jordão, São Paulo – município mais alto (1.628 m de altitude)[6]
- Estrada de acesso ao Morro da Antena, Resende, Rio de Janeiro – estrada (rural) mais alta
- Rodovia das Flores/Estrada dos Lírios – rodovia mais alta
- Aeroporto de Monte Verde, Camanducaia, Minas Gerais – aeroporto mais alto
- Aeroporto de São Joaquim, Santa Catarina – aeroporto mais alto com pista pavimentada
- Aeroporto de Diamantina, Minas Gerais – aeroporto mais alto com operação de voos regulares

## Pontos mais baixos
- Oceano Atlântico – ponto mais baixo a nível do mar (0 m)

## Ilhas
- Ilha de Marajó, Pará – maior ilha
- Ilha do Bananal, Tocantins – maior ilha fluvial

## Lagos, lagoas, lagunas e Açudes
- Lagoa dos Patos, Rio Grande do Sul – maior laguna
- Lagoa Mirim, Rio Grande do Sul - maior lagoa
- Lagoa da Mangueira, Santa Vitória do Palmar, Rio Grande do Sul - maior lagoa de águas transparentes
- Lago de Sobradinho, Rio São Francisco, Bahia – maior lago artificial
- Açude Castanhão, Jaguaribara, Ceará - maior Açude
- Açude Jaburu I, Tianguá, Ceará - maior Açude em cima de uma serra

## Rios
- Rio Amazonas – maior rio
- Rio São Francisco – maior rio com percurso exclusivamente pelo Brasil
- Rio Azuis, Aurora do Tocantins, Tocantins – menor rio

## Praias
- Praia do Hermenegildo, Santa Vitória do Palmar, Rio Grande do Sul – praia mais extensa (A Praia do Cassino, Rio Grande, Rio Grande do Sul pleiteia a condição de mais extensa praia, porém para isso assume a extensão da Praia do Hermenegildo como sua)
- Praia do Goiabal, Calçoene, Amapá - praia oceânica mais ao norte
- Praia da Barra do Chuí, Santa Vitória do Palmar, Rio Grande do Sul - praia oceânica mais ao sul

## Extremos em distância

### Locais habitados mais remotos

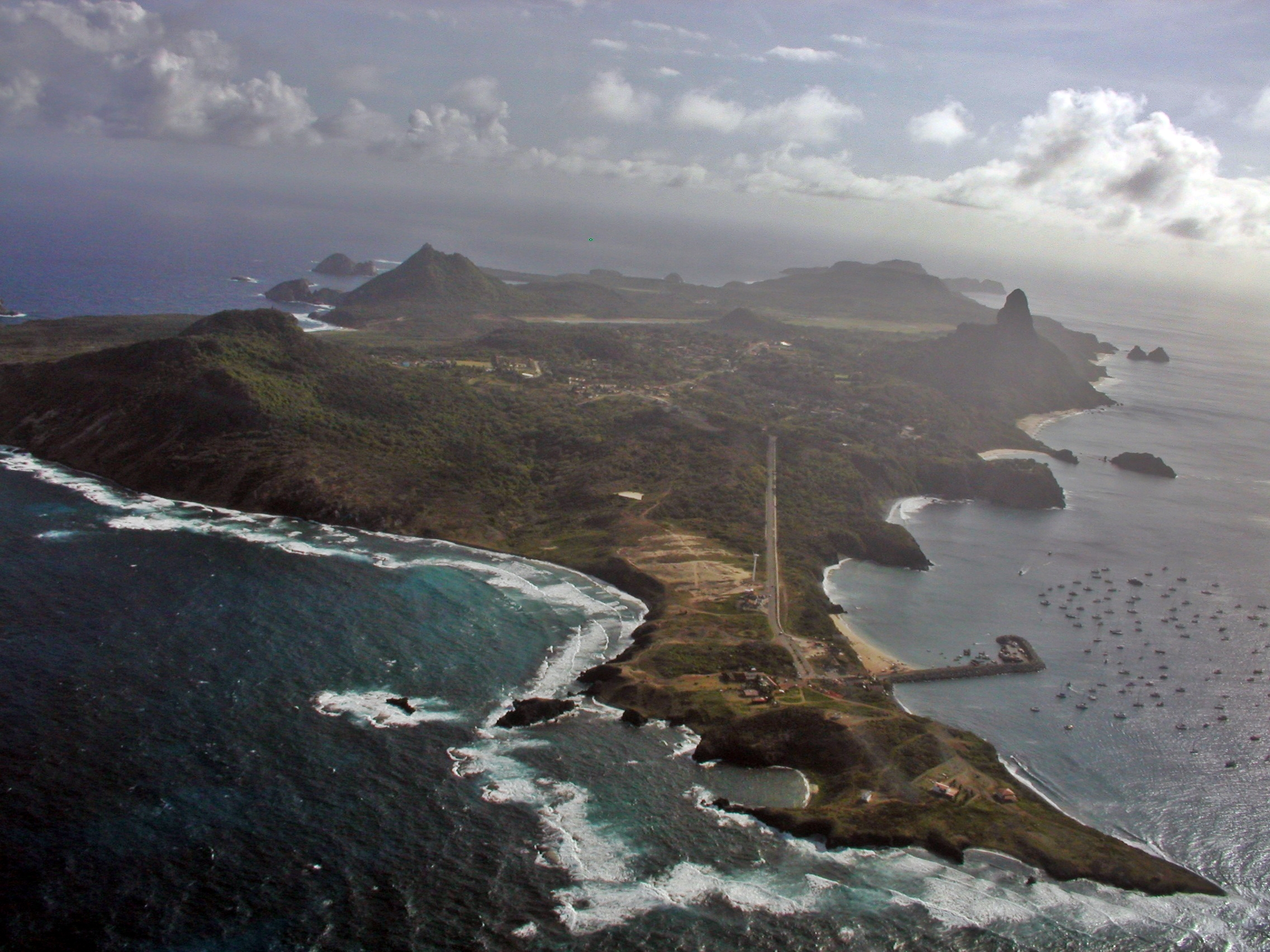
Vila dos Remédios, Fernando de Noronha, Pernambuco

- Estação Antártica Comandante Ferraz, Ilha do Rei George, Antártica – local não permanentemente habitado mais remoto sob jurisdição do Brasil (exceto representações diplomáticas)
- Posto Oceanográfico da Ilha da Trindade, Ilha da Trindade, Espírito Santo 20° 30′ 28″ S, 29° 18′ 48″ O – local não permanentemente habitado mais remoto em território brasileiro (nota: o local está situado a 1.025 km de distância da localidade mais próxima, que é a guarnição militar mantida pela marinha na Ilha de Santa Bárbara 17° 57′ 53″ S, 38° 41′ 43″ O, no Arquipélago dos Abrolhos, Bahia.)
- Vila dos Remédios, Fernando de Noronha, Pernambuco – local permanentemente habitado mais remoto do Brasil

### Distâncias extremas em relação a Brasília
- Mâncio Lima, Acre – município mais distante em linha reta
- Atalaia do Norte, Amazonas – município mais distante por vias terrestres e fluviais (rodovias e hidrovias)
- Uiramutã, Roraima – município mais distante somente por vias terrestres (rodovias)
- Boa Vista, Roraima – capital estadual mais distante
- Roraima – unidade federativa mais distante em linha reta e por vias terrestres e fluviais (rodovias e hidrovias)
- Acre – unidade federativa mais distante em linha quase reta, contornando-se apenas as fronteiras do Brasil

### Distâncias extremas em relação as respectivas capitais estaduais
- Acre - Mâncio Lima: 620 km de Rio Branco
- Alagoas - Pariconha: 354 km de Maceió
- Amapá - Oiapoque: 550 km de Macapá
- Amazonas - Guajará: 1 570 km (em linha reta) de Manaus
- Bahia - Formosa do Rio Preto: 1026 km de Salvador
- Ceará - Penaforte: 568 km de Fortaleza
- Distrito Federal - Brasília (o Distrito Federal não pode ser dividido em Municípios, assim Brasília é o único equivalente a município, segundo o IBGE, presente no Distrito Federal)
- Espírito Santo - Mucurici: 345 km de Vitória
- Goiás - Campos Belos: 630 km de Goiania
- Maranhão - Alto Parnaíba: 875 km de São Luis
- Mato Grosso - Rondolândia: 1 146 km de Cuiabá [7]
- Mato Grosso do Sul - Aparecida do Taboado: 480 km de Campo Grande
- Minas Gerais - Carneirinho: 835 km de Belo Horizonte
- Pará - Jacareacanga: 1 758 km de Belém (localidade mais distante de sua capital estadual)
- Paraíba - Cachoeira dos Índios: 503 km de João Pessoa
- Paraná - Guaíra: 680 km de Curitiba
- Pernambuco - Afrânio: 812 km de Recife
- Piauí - Cristalândia do Piauí: 843 km de Teresina
- Rio de Janeiro - Varre-sai: 419 km do Rio de Janeiro[8]
- Rio Grande do Norte - Venha-Ver: 463 km de Natal
- Rio Grande do Sul - Barra do Quaraí: 717 km de Porto Alegre
- Rondônia - Pimenteiras do Oeste: 832 km de Porto Velho
- Roraima - Caroebe: 350 km de Boa Vista
- Santa Catarina - Dionísio Cerqueira, 790 km de Florianópolis
- São Paulo - Rosana: 780 km de São Paulo[9]
- Sergipe - Canindé de São Francisco: 213 km de Aracaju (localidade mais próxima de sua capital estadual)
- Tocantins - Esperantina: 680 km de Palmas[10]

### Distâncias aéreas extremas entre capitais estaduais
- Menor distância: Recife (Pernambuco) - João Pessoa (Paraíba): 104 km (120 km por via rodoviária)[11][12]
- Maior distância: Porto Alegre (Rio Grande do Sul) - Boa Vista (Roraima): 3 787,86 km (5 585 km por via rodoviária)[13][12]

### Distâncias extremas em relação a outros continentes
- Ponto do território situado mais próximo da Europa: litoral de Touros, Rio Grande do Norte (), que fica a 5.486 km do litoral SO de Vila do Bispo (Distrito de Faro, Algarve, Portugal) - (37° 00′ N, 8° 57′ O)).
- Ponto do território situado mais próximo da África Continental: proximidades de Natal (Rio Grande do Norte) (), que fica cerca de 2.870 km distante do litoral norte da Guiné (próximo a Kamsar - (10° 30′ N, 14° 37′ O)).
  - Porém, se Cabo Verde for considerado, a Ilha Brava(Sotavento) (14° 52′ N, 24° 42′ O) fica a 2575 km de Fortaleza (CE) (3° 46′ 25″ S, 38° 34′ 29″ O).
- Ponto do território situado mais próximo da Ásia: proximidades de Natal (Rio Grande do Norte) (5° 47′ 41″ S, 35° 12′ 32″ O) que fica cerca de 8.020 km distante de Bodrum (Turquia) (37° 22′ 27″ N, 27° 25′ 53″ L).
- Ponto do território situado mais próximo da Oceania Continental (Austrália): Barra do Quaraí (RS) (30° 12′ 26″ S, 57° 33′ 17″ O) que fica cerca de 12.530 km distante de Coffs Harbour (Nova Gales do Sul) (30° 18′ 00″ S, 153° 06′ 30″ L).
- Pontos situados mais distante (cerca de 20.035 km) de pontos habitados da superfície terrestre: São aqueles com antípodas terrestres situados - no sul do Piauí, do Pará e do Maranhão opostos a Palau; Santa Vitória do Palmar (RS em oposição a Jeju-do (Coreia do Sul); trechos do Mato Grosso e do Pará opostos às Filipinas; oeste da Bahia com Estados Federados da Micronésia; Roraima com Celebes (Indonésia); trechos do Amazonas opostos a Brunei, partes da Malásia e da Indonésia.

### Representação diplomática brasileira mais distante do Brasil
- Embaixada do Brasil em Manila, Filipinas

### Ponto mais distante em relação às fronteiras do Brasil com outros países
- Está localizado no litoral nordeste, nas proximidades da divisa Sergipe-Bahia (11° 25′ S, 37° 25′ O), distante cerca de 2.200 km de Guaíra (Paraná) (fronteira com o Paraguai) e da curva para nordeste do curso do Rio Oiapoque, fronteira Amapá-Guiana Francesa.

## Outros extremos

### Unidades federativas
- Maior unidade federativa: Amazonas (1.570.745,680 km²)
- Menor unidade federativa: Distrito Federal (5.801,937 km²)
- Maior estado: Amazonas (1.570.745,680 km²)
- Menor estado: Sergipe (21.915,1116 km²)
- Unidade federativa com o menor PIB: Roraima
- Unidade federativa com o maior PIB: São Paulo
- Unidade federativa com o melhor IDH: Distrito Federal
- Unidade federativa com o pior IDH: Alagoas
- Unidade federativa com mais municípios: Minas Gerais (853)
- Unidade federativa com menos municípios: Roraima (15)

### Municípios
- Maior município em extensão territorial: Altamira, Pará (159.695,938 km²)[14]
- Menor município em extensão territorial: Santa Cruz de Minas, Minas Gerais (2,859 km²)[14]
- Município com a maior população total: São Paulo, São Paulo (11.253.503 habitantes, censo brasileiro de 2010)
- Município com a menor população urbana na sede municipal: União da Serra, Rio Grande do Sul (33 habitantes na sede do município, censo brasileiro de 2010)
- Município com a menor população urbana (incluindo os distritos): Coronel Pilar, Rio Grande do Sul (174 habitantes na zona urbana, censo brasileiro de 2010)
- Município com a menor população total: Borá, São Paulo (805 habitantes, censo brasileiro de 2010)
- Capital com a menor população total: Palmas, Tocantins
- Município com o melhor IDH: São Caetano do Sul, São Paulo (0,862, PNUD/2010)
- Município com o pior IDH: Melgaço, Pará (0,418, PNUD/2010)
- Município mais chuvoso: Calçoene, Amapá (4165 mm de chuva por ano) [carece de fontes?]
- Município mais seco: Cabaceiras, Paraíba (200mm de chuva por ano) [carece de fontes?]
- Municípios mais frios: Urupema, Santa Catarina e São Joaquim, Santa Catarina[15][16][17][18][19]
- Município mais frio com população superior a 50.000 habitantes: Campos do Jordão, São Paulo[17][18][19]
- Município mais frio com população superior a 100.000 habitantes: Lages, Santa Catarina[17][18][19]
- Município mais frio com população superior a 300.000 habitantes: Caxias do Sul, Rio Grande do Sul[17][18][19]
- Município mais frio com população superior a 500.000 e a 1.000.000 habitantes: Curitiba, Paraná[17][18][19]
- Município mais quente: Bom Jesus, Piauí[20]
- Município mais antigo: São Vicente, São Paulo (fundado em 1532).
- Município mais novo: Boa Esperança do Norte, Mato Grosso (instalação oficializada em 6 de outubro de 2023 pelo Supremo Tribunal Federal).[21]
- Município com maior PIB per capita: Araporã, Minas Gerais – PIB per capita de R$ 261 005.[22]
- Município com menor PIB per capita: Guaribas, Piauí – PIB per capita de R$ 1368,35[22]

## Pontos extremos por unidade federativa

### Acre
- Mâncio Lima – município mais ao norte
- Epitaciolândia – município mais ao sul
- Mâncio Lima – município mais ao oeste
- Acrelândia – município mais ao leste

### Alagoas
- Jacuípe – município mais ao norte
- Piaçabuçu – município mais ao sul
- Delmiro Gouveia – município mais ao oeste
- Maragogi – município mais ao leste

### Amapá
- Oiapoque – município mais ao norte
- Vitória do Jari – município mais ao sul
- Laranjal do Jari – município mais ao oeste
- Amapá – município mais ao leste[nota 1]

### Amazonas
- São Gabriel da Cachoeira – município mais ao norte
- Lábrea – município mais ao sul[nota 2]
- Atalaia do Norte – município mais ao oeste[nota 3]
- Nhamundá – município mais ao leste

### Bahia
- Curaçá – município mais ao norte
- Mucuri – município mais ao sul
- Formosa do Rio Preto – município mais ao oeste
- Jandaíra – município mais ao leste

### Ceará
- Jijoca de Jericoacoara – município mais ao norte
- Penaforte – município mais ao sul
- Granja – município mais ao oeste
- Icapuí – município mais ao leste

### Distrito Federal
- Brasília (o Distrito Federal não pode ser dividido em Municípios, assim Brasília é o único equivalente a município, segundo o IBGE, presente no Distrito Federal)

### Espírito Santo
- Mucurici – município mais ao norte
- Presidente Kennedy – município mais ao sul
- Dores do Rio Preto – município mais ao oeste
- Conceição da Barra – município mais ao leste[nota 4]

### Goiás
- São Miguel do Araguaia – município mais ao norte[nota 5]
- Itajá – município mais ao sul[nota 6]
- Mineiros – município mais ao oeste[nota 7]
- Mambaí – município mais ao leste

### Maranhão
- Carutapera – município mais ao norte
- Alto Parnaíba – município mais ao sul
- São Pedro da Água Branca – município mais ao oeste
- Araioses – município mais ao leste

### Mato Grosso
- Apiacás – município mais ao norte
- Alto Taquari – município mais ao sul
- Colniza – município mais ao oeste
- Santa Terezinha – município mais ao leste

### Mato Grosso do Sul
- Corumbá – município mais ao norte[nota 8]
- Mundo Novo – município mais ao sul
- Corumbá – município mais ao oeste
- Paranaíba – município mais ao leste

### Minas Gerais
- Juvenília – município mais ao norte
- Camanducaia –  município mais ao sul[nota 9]
- Carneirinho – município mais ao oeste
- Salto da Divisa – município mais ao leste

### Pará
- Almeirim – município mais ao norte[nota 10]
- Santana do Araguaia – município mais ao sul
- Oriximiná – município mais ao oeste[nota 11]
- Viseu – município mais ao leste

### Paraíba
- Belém do Brejo do Cruz – município mais ao norte
- São Sebastião do Umbuzeiro – município mais ao sul
- Cachoeira dos Índios – município mais ao oeste
- João Pessoa – município mais ao leste[nota 12][nota 13]

### Paraná
- Jardim Olinda – município mais ao norte
- General Carneiro – município mais ao sul
- Foz do Iguaçu – município mais ao oeste
- Guaraqueçaba – município mais ao leste

### Pernambuco
- Itapetim – município mais ao norte[nota 14]
- Petrolina – município mais ao sul
- Afrânio – município mais ao oeste
- Goiana – município mais ao leste[nota 15]

### Piauí
- Ilha Grande – município mais ao norte
- Cristalândia do Piauí – município mais ao sul
- Santa Filomena – município mais ao oeste
- Pio IX – município mais ao leste

### Rio de Janeiro
- Porciúncula – município mais ao norte
- Paraty – município mais ao sul
- Paraty – município mais ao oeste
- São Francisco de Itabapoana – município mais ao leste

### Rio Grande do Norte
- Tibau – município mais ao norte[nota 16]
- Equador – município mais ao sul
- Venha-Ver – município mais ao oeste
- Baía Formosa – município mais ao leste[nota 17]

### Rio Grande do Sul
- Alpestre – município mais ao norte[nota 18]
- Santa Vitória do Palmar – município mais ao sul[nota 19]
- Barra do Quaraí – município mais ao oeste
- São José dos Ausentes – município mais ao leste[nota 20]

### Rondônia
- Porto Velho – município mais ao norte[nota 21]
- Cabixi – município mais ao sul
- Porto Velho – município mais ao oeste[nota 22][nota 23]
- Vilhena – município mais ao leste

### Roraima
- Uiramutã – município mais ao norte
- Rorainópolis – município mais ao sul
- Amajari – município mais ao oeste
- Caroebe – município mais ao leste

### Santa Catarina
- Itapoá – município mais ao norte
- Praia Grande – município mais ao sul
- Itapiranga – município mais ao oeste
- Florianópolis – município mais ao leste[nota 24][nota 25]

### São Paulo
- Populina – município mais ao norte
- Cananéia – município mais ao sul
- Rosana – município mais ao oeste
- Bananal – município mais ao leste

### Sergipe
- Canindé de São Francisco – município mais ao norte
- Cristinápolis – município mais ao sul
- Poço Verde – município mais ao oeste
- Brejo Grande – município mais ao leste

### Tocantins
- São Sebastião do Tocantins – município mais ao norte
- Paranã  – município mais ao sul
- Lagoa da Confusão – município mais ao oeste[nota 26]
- Mateiros – município mais ao leste